# Lolo (певица)
Лорен Притчард (родилась 27 декабря 1987), известна под псевдонимом Lolo (стилизуется как LOLO) — американская певица, автор песен и актриса, наиболее известна своим участием в сингле «Miss Jackson» группы Panic! At the Disco и в своих синглах «Not The Drinking», «Not Gonna Let You Walk Away» и «Shine». Притчард упоминает Билли Джоэла, Джони Митчелл, Эла Грина и Кэнди Статон, как людей, которые повлияли на её музыку.

## Жизнь и карьера
Родилась и выросла в Джэксоне, штат Теннесси, Притчард начала писать песни, когда ей было 14 лет. Затем она переехала в Лос-Анджелес в 16 лет, где она жила с Лизой Пресли, там же она пела в регги-группе. В конце концов, она стала актрисой в мюзиклах.
Притчард позже поселилась в Великобритании и подписала контракт с Universal/Island Records. В августе 2010, она выпустила сингл «Painkillers», на песню также был выпущен ремикс с рэпером Талибом Квели. Её дебютный альбом, Wasted in Jackson, написанный и выпущенный с Эд Уайтом, был выпущен 25 октября 2010 года и дебютировал на No. 84 в Великобритании. Также был запланирован выпуск на физических носителях в Соединённых Штатах 22 февраля 2011 года.
В 2013 году Притчард взяла сценическое имя Lolo и подписала контракт с DCD2 Records. Также в 2013 году она стала открытием для поп-рок-группы Panic! At the Disco. Она также спела припев для песни группы Panic! at the Disco, «Miss Jackson», а позже воссоздала «Tom’s Diner» Сюзанны Вега для сингла американской поп-рок-группы Fall Out Boy в 2014 году, которые являются близкими друзьями солиста группы Panic! At the Disco, Брендона Ури.

## Дискография

### Альбомы
- Wasted in Jackson (2010) (как Лорен Притчард)
- In Loving Memory of When I Gave a Shit (2016)[9][10]

### Мини-альбомы
- Comeback Queen EP (2015)[11]

### Синглы
- «When the Night Kills the Day» (2010) (как Лорен Притчард)
- «Painkillers» (2010) (как Лорен Притчард)
- «Not the Drinking» (2010) (как Лорен Притчард)
- «Stuck» (2011) (как Лорен Притчард)
- «Weapon for Saturday» (2013)[12]
- «Heard It from a Friend» (2013)
- «Year Round Summer of Love» (2013)[13]
- «Gangsters» (2014)[14]
- «Hit and Run» (2014)[15]
- «I Don’t Wanna Have to Lie» (2015)[16]
- «Shine» (2016)[17]
- «Not Gonna Let You Walk Away» (2016)[18]

### Промосинглы
- «The Devil’s Gone To Dinner» (2016)[19]
- «The Courtyard» (2016)[20]
- «Heard It From A Friend» (2016)[21]

### Фигурирование
- «Miss Jackson» (2013) — Panic! at the Disco
- «Headphones» (2014) — Matt Nathanson
- «WAIT» (2014) — Lemaitre
- «Centuries» (2014) — Fall Out Boy [не указана в титрах]
- «Cure Me» (2014) — Redlight
- «Boomerang» (2014) — Joey Contreras

### Другие релизы
- «Not Gonna Let You Walk Away (Tennessee Mix)» (2016)[22]